# Exochus nubosus
Exochus nubosus är en stekelart som beskrevs av Ian D. Gauld och Sithole 2002. Exochus nubosus ingår i släktet Exochus och familjen brokparasitsteklar. Inga underarter finns listade i Catalogue of Life.